# Harry Pieper
Karl Erdmann Harry Pieper (* 9. März 1907 in Berlin; † 19. September 1978 ebenda) war ein moderner westlicher Interpret des Buddhismus, dessen Richtung Jōdo-Shinshū er in Europa einführte.

## Leben
Harry Pieper war von 1930 bis 1934 Leiter des Buddhistischen Hauses in Berlin-Frohnau, des ersten buddhistischen Tempels in Deutschland, welcher der Theravada-Richtung folgte. Obwohl ihm 1934 von den NS-Behörden buddhistische Aktivitäten untersagt wurden, leitete er bis zu seiner Einberufung zur Wehrmacht eine buddhistische Gruppe im Untergrund. Als Pieper 1946 aus sowjetischer Kriegsgefangenschaft zurückkehrte, gründete und leitete er die „Buddhistische Mission Berlin“. Seit 1951 war er Schüler des Lama Anagarika Govinda. Pieper war mit Lionel Stützer und Hans-Ulrich Rieker 1952 Gründungsmitglied des westlichen Zweiges des 1933 von Govinda ins Leben gerufenen Arya Maitreya Mandala.  Am 16. November 1954 wurde Pieper ein Schüler des 23. Patriarchen der Jōdo-Shinshū, Kōshō Ōtani, in dessen Auftrag er den Hongan-Tempel (Kyōto) in Europa vertrat. Auf Harry Piepers Wirken gehen zahlreiche buddhistische Zentren und Einrichtungen in Europa zurück, zum Beispiel der buddhistische Tempel Shingyo-ji in Genf und die von Friedrich Fenzl begründete Buddhistische Gemeinschaft Salzburg.
Pieper entfaltete eine große Publikationstätigkeit. So gab er in den 1950er Jahren die Zeitschrift „Licht des Dharma“ (1951–1954) heraus, aus der sich die von Hans-Ulrich Rieker und Wilhelm A. Rink gegründete Zeitschrift Der Kreis entwickelte. Seit Mitte der 1960er Jahre leitete Pieper die Zeitschrift „Mahayana“ (1965–1975). Er übersetzte zahlreiche buddhistische Schriften aus dem Englischen ins Deutsche, darunter „Die wahre Bedeutung des Buddhismus“ von Ryuchi Fujii (engl. Original: „The True Meaning of Buddhism“), die in Kyōto gedruckt und in Piepers Schüler- und Freundeskreis verteilt wurden. Piepers Werke sind im Deutschen schwer zugänglich, wurden allerdings in japanischer Übersetzung 1989 in Kyōto von der International Association of Buddhist Culture herausgegeben.
Harry Piepers Ansatz war es, die europäische Auseinandersetzung mit dem Buddhismus von einer intellektuellen Ebene auf eine solche des Erlebnisses herunterzuholen. Er war von Einfluss auf Interpreten des Buddhismus wie den Schweizer katholischen Kanonikus Jean Eracle. Sein hauptsächlicher Einfluss ist heute in buddhistischen Kreisen Japans bemerkbar.